# Qal‘eh Tall
Qal‘eh Tall (persiska: Qal‘eh-ye Tol, قلعه‌تل) är en ort i Iran.   Den ligger i provinsen Khuzestan, i den centrala delen av landet, 500 km söder om huvudstaden Teheran. Qal‘eh Tall ligger 879 meter över havet och antalet invånare är 8 604.
Terrängen runt Qal‘eh Tall är varierad.Runt Qal‘eh Tall är det ganska tätbefolkat, med 60 invånare per kvadratkilometer. Närmaste större samhälle är Bāgh-e Malek, 12,1 km söder om Qal‘eh Tall. Omgivningarna runt Qal‘eh Tall är i huvudsak ett öppet busklandskap.